# Ejby Kommune
| Strukturdaten       | Strukturdaten      |
| ------------------- | ------------------ |
| Sitz der Verwaltung | Ejby               |
| Fläche              | 162,73 km²         |
| Einwohner           | 10.192 (2006)      |
| Kommune seit 2007   | Middelfart Kommune |
| Website             | www.ejby.dk        |

Ejby Kommune war bis Dezember 2006 eine dänische Kommune im damaligen Fyns Amt im Nordwesten der Insel Fünen. Seit Januar 2007 ist sie zusammen mit der “alten” Middelfart Kommune und der Nørre Aaby Kommune Teil der neuen Middelfart Kommune.
Die Steinschale von Ørslev ist ein Taufbecken in der Kirche von Ørslev bei Ejby.
Ejby Kommune entstand im Zuge der dänischen Verwaltungsreform von 1970 und umfasste folgende Sogn:
- Balslev Sogn und Ejby Sogn (Landgemeinde Balslev-Ejby)
- Brenderup Sogn (Landgemeinde Brenderup)
- Fjelsted Sogn und Harndrup Sogn (Landgemeinde Fjelsted-Harndrup)
- Gelsted Sogn (Landgemeinde Gelsted)
- Husby Sogn (Landgemeinde Husby)
- Ingslev Sogn (Landgemeinde Ingslev)
- Tanderup Sogn (Landgemeinde Tanderup)
- Ørslev Sogn (Landgemeinde Ørslev)